# Plagiodera ornorei
Plagiodera ornorei es una especie de insecto coleóptero de la familia Chrysomelidae,  descrita en 1986 por Daccordi.